# Petteri Sallinen
Petteri Sallinen, född 7 mars 1962 i Tammerfors, är en svensk, tidigare finsk osteopat.
Sallinen är utbildad som ortopedisk osteopat i Helsingfors i Finland vid Institut of Orthopedic Osteopathy (OOKK) och Laurea Universitet.
Sallinen har samarbetat med flera elitidrottare och elitidrottsklubbar i Norden.
Han är medlem i Svensk Förening för Fysisk Aktivitet och Idrottsmedicin "SFAIM", samt i Svenska Osteopatförbund.
Petteri Sallinen är gift med f.d. ishockeyspelare, fysioterapeut Riikka Sallinen. Riikka och Petteri Sallinen äger tillsammans en smärtlindring- och rehabiliteringsklinik i Annerstad, Ljungby.